# Terremoto de El Cairo de 1754
El terremoto de El Cairo de 1754 sacudió la ciudad de El Cairo en el Imperio Otomano el 18 de octubre de 1754. Se produjeron daños importantes en la ciudad y se estima que murieron cuarenta mil personas. Nicholas Ambraseys, un sismólogo griego, estimó la magnitud del terremoto en 6,6 y le asignó una intensidad máxima de VII-IX.

## Daños
El terremoto fue particularmente destructivo en la Ciudad de los Muertos, Boulaq y las regiones del actual Nuevo Cairo. Muchas casas fueron destruidas, matando a muchos residentes. El Monasterio de Santa Catalina resultó dañado y requirió reparaciones. Cerca de dos tercios de los edificios de El Cairo cayeron. El temblor se sintió en un área de 150 000 km². Algunos historiadores han fechado erróneamente el evento el 2 de septiembre de 1754, por confusión con otro terremoto en Anatolia. Al menos cuarenta mil personas murieron debido a la poca profundidad focal y la ubicación en un área densamente poblada. Se discute la alta cifra de muertos.